# Чини (Канзас)
Чини (енгл. Cheney) град је у америчкој савезној држави Канзас.

## Демографија
По попису из 2010. године број становника је 2.094, што је 311 (17,4%) становника више него 2000. године.
| Група             | 2000.         | 2010.         |
| Белци             | 1.734 (97,3%) | 2.003 (95,7%) |
| Афроамериканци    | 0 (0,0%)      | 7 (0,3%)      |
| Азијати           | 0 (0,0%)      | 0 (0,0%)      |
| Хиспаноамериканци | 23 (1,3%)     | 53 (2,5%)     |
| Укупно            | 1.783         | 2.094         |